# 11801 Frigeri
11801 Frigeri è un asteroide della fascia principale. Scoperto nel 1981, presenta un'orbita caratterizzata da un semiasse maggiore pari a 3,0461392 UA e da un'eccentricità di 0,0895098, inclinata di 9,74257° rispetto all'eclittica.
L'asteroide è dedicato a Alessandro Frigeri, geologo ricercatore dell'Istituto di Astrofisica e Planetologia Spaziali dell'INAF di Roma, autore delle mappe globali dei parametri spettrali dell'asteroide Vesta create a partire dai dati della missione spaziale NASA/Dawn.